# Hypasclera
Hypasclera es un género de coleóptero de la familia Oedemeridae.
Habitan generalmente en la costa. Las larvas se alimentan de madera podrida. Los adultos vuelan de mayo a agosto.

## Especies
Las especies de este género son:
- Hypasclera costata
- Hypasclera dorsalis
- Hypasclera floridana
- Hypasclera ignota
- Hypasclera megateles
- Hypasclera nesiotes
- Hypasclera nitidula
- Hypasclera pleuralis
- Hypasclera pseudosericea